# John Ferne
Sir John Ferne (1560 – 1609. június 20.) heraldikai író, genealógus, angol jogász.

## Élete
Huntingdon harmadik hercegének volt a titkára 1595-1609 között az Északi Tanácsban. Blazon of Gentrie (1586) című könyvében Összesen 14-féle színjelölési módszert  sorol fel. Rendszere ma már meglehetősen abszurdnak tűnik, de szervesen illeszkedett a korabeli heraldikai nézetekhez.

## Műve
- Ferne, Sir J.: The Blazon of Gentrie: Deuided into two parts. The first named, The Glorie of Generositie. The second, Lacyes Nobilitie. Comprehending discourses of Armes and of Gentry. Wherein is treated of the beginning, parts and degrees of gentlenesse, with her lawes: of the bearing, and blazon of Cote-armers: of the lawes of armes, and of combats. John Windet for T. Cooke: London, 1586

## Fordítás
- Ez a szócikk részben vagy egészben  a   John Ferne című angol Wikipédia-szócikk fordításán alapul.  Az eredeti cikk szerkesztőit annak laptörténete sorolja fel. Ez a jelzés csupán a megfogalmazás eredetét és a szerzői jogokat jelzi, nem szolgál a cikkben szereplő információk forrásmegjelöléseként.